# Cheryl Cole
Cheryl Ann Cole (născută Tweedy pe data de 30 iunie 1983) este o cântăreață, compozitoare, dansatoare și personalitate de televiziune britanică. Interpreta a debutat în anul 2002, când a fost desemnată una dintre câștigătoarele concursului Popstars: The Rivals. În urma succesului ea a început o carieră în industria muzicală prin intermediul formației Girls Aloud, care a devenit una dintre cele mai importante prezențe de pe scena muzicii britanice. Alături de celelalte patru componente ale grupului a lansat un total de cinci albume de studio și un album de compilație, toate fiind răsplătite cu câte un disc de platină în Regatul Unit. Primele douăzeci de discuri single ale formației au obținut clasări de top 10 în ierarhia UK Singles Chart, stabilind astfel un record. De asemenea, alături de Girls Aloud, Cole a ridicat și un trofeu BRIT, pentru înregistrarea „The Promise”.
În anul 2008 artista a devenit unul dintre cei patru membri ai juriului competiției The X Factor, lucru ce i-a sporit popularitatea. Un an mai târziu, ea și-a început cariera independentă, lansând albumul 3 Words, care a primit un dublu disc de platină. De pe acesta au fost promovate trei extrase pe single — „Fight for This Love”, „3 Words” și „Parachute” — primul fiind comercializat aproximativ 300.000 de exemplare într-o singură săptămână, pe teritoriul Regatului Unit. Interpreta este căsătorită cu fotbalistul englez Ashley Cole din anul 2006.

## Copilăria și primele activități artistice
Cheryl s-a născut pe data de 30 iunie 1983 în Newcastle, Anglia. Este unul dintre cei cinci copii ai familiei, ceilalți fiind Garry (frate mai mic), Andrew și Joseph (frați vitregi) și Gillian (soră vitregă). La vârsta de șase ani, viitoarea interpretă a câștigat un concurs de modelling pentru copii, câștigând ulterior titlurile de „Cea mai atractivă fată” sau „Cea mai frumoasă fată din Newcastle”, în cadrul unor competiții locale. La vârsta de șapte ani a apărut într-o reclamă televizată, în compania fratelui său Gary, realizată de British Gas, pentru ca doi ani mai târziu să înceapă un curs de dans. Dintre cele aproximativ 5.000 de aspirante la un loc în cadrul Royal Ballet School, ea a fost una dintre puținele persoane selectate. Un an mai târziu, a intrat într-un cerc de dans specializat, participând alături de un partener la Campionatul Britanic de Dans.
Ulterior, cântăreața a început să interpreteze diverse compoziții în magazinul MetroCentre din Gateshead. După ce și-a încheiat studiile, s-a angajat la o cafenea din orașul său natal, unde, datorită personalității sale, a sporit popularitatea localului. De asemenea, ea și-a procurat o slujbă de chelneriță în clubul de noapte Tuxedo Princess, aceasta fiind una dintre ultimele ei activități înaintea audițiilor pentru Popstars: The Rivals.

## Cariera artistică

### 2002 — 2006: «Popstars» și debutul alături de Girls Aloud
În anul 2002, Tweedy a participat la emisiunea-concurs Popstars: The Rivals, spectacol ce își propunea să descopere noi talente muzicale. La finele aceluiași an, interpreta a fost desemnată una dintre câștigătoarele competiției, ea formând ulterior — alături de Nadine Coyle, Nicola Roberts, Kimberly Walsh și Sarah Harding — grupul muzical feminin Girls Aloud. Alături de cele patru, artista a înregistrat albumul Sound of the Underground, care a fost lansat în prima jumătate a anului 2003. Materialul conține și unele dintre cele mai mari succese comerciale ale grupului până în momentul de față. Discurile single „Sound of the Underground”, „No Good Advice”, „Life Got Cold” și „Jump” au ajutat albumul să se mențină în clasamentele de specialitate timp de mai multe săptămâni consecutive, lucru ce a determinat câștigarea unui disc de platină în Regatul Unit pentru numărul semnificativ de unități vândute. Materialul a beneficiat de promovare și în alte regiuni, printre care Australia, Europa Continentală sau Noua Zeelandă, însă performanțele obținute în aceste teritorii au fost mai scăzute decât cele reușite pe plan local.
Următoarele două albume ale formației — What Will the Neighbours Say? și Chemistry — au înregistrat un succes similar, în Irlanda și Regatul Unit, însă la nivel mondial au obținut clasări mediocre. Primul dintre acestea, What Will the Neighbours Say?, s-a comercializat în peste o jumătate de milion de unități în țara natală a grupului muzical, el conținând șlagărele „Love Machine” sau „I'll Stand By You”. Inițial, Tweedy nu a fost de acord cu promovarea primei înregistrări, ea declarând: „Îmi amintesc momentul în care am ascultat «Love Machine» și mă gândeam: «Nu putem lansa prostia asta». Asta este și ceea ce am spus casei de discuri: «Sună precum ceva ce Busted ar promova»”. Chemistry a devenit unul dintre cele mai apreciate materiale discografice de studio ale grupului, primind o serie de recenzii pozitive. El a inclus compoziția „Biology”, unul dintre cântecele de rezistență ale formației. În aceeași perioadă formația a fost promovată prin intermediul unor apariții televizate, printre care documentarul Girls Aloud: Home Truths sau serialul Girls Aloud: Off the Record.

### 2006 — 2009: Creșterea popularității și «The X Factor»
Sfârșitul anului 2006 a adus cu el și lansarea primului album de compilație al grupului. Discul, intitulat The Sound of Girls Aloud, a fost precedat de promovarea șlagărului „Something Kinda Ooooh”, care a staționat în ierarhia britanică timp de mai multe săptămâni consecutive, primind și un disc de argint. Materialul de proveniență a debutat pe prima poziție în Regatul Unit, comercializându-se în peste un milion de copii la nivel european. Un an mai târziu, în 2007, a fost lansat albumul Tangled Up, care a devenit cel mai apreciat disc al formației, câștigând o serie de recenzii pozitive. Materialul a fost promovat în paralel cu discurile single „Sexy! No No No...”, „Call the Shots” și „Can't Speak French”, care au înregistrat vânzări semnificative. În prima parte a anului 2008 interpreta a lansat și primul său extras pe single din cariera independentă, „Heartbreaker”, o colaborare cu rapperul will.i.am. Cei doi s-au întâlnit pentru întâia dată în timpul filmărilor pentru serialul Passions of Girls Aloud. Cântecul a devenit un succes în Irlanda și Regatul Unit, regiuni unde a intrat în top 10.
În vara anului 2008 a fost anunțat faptul că interpreta o va înlocui pe Sharon Osbourne în postura de jurat al emisiunii-concurs The X Factor. În cadrul spectacolului, artista a devenit mentorul unui grup restrâns de concurenți, unul dintre aceștia — Alexandra Burke — fiind desemnat câștigătorul competiției. În aceeași perioadă a fost lansat și albumul Out of Control, ca parte a grupului Girls Aloud. Materialul a debutat pe locul 1 în ierarhia UK Albums Chart, primind dublu disc de platină în Regatul Unit. Principala înregistrare folosită pentru promovarea discului, „The Promise”, a fost interpretată în timpul emisiunii The X Factor, lucru ce a facilitat parcursul cântecului în ierarhiile din Irlanda și Regatul Unit. Formația a continuat promovarea cu ajutorul altor două extrase pe disc single — „The Loving Kind” și „Untouchable” — ambele activând notabil în ierarhiile muzicale. După susținerea unui turneu pe teritoriul celor două țări, formația și-a întrerupt activitatea timp de un an, un nou material discografic semnat Girls Aloud fiind programat pentru sfârșitul anului 2010.

### 2009 — 2010: Startul carierei independente și «3 Words»
În perioada în care activitățile formației au fost suspendate, interpreta a început înregistrările pentru primul său material discografic de studio. Înregistrările au început în prima parte a anului 2009, materialul fiind programat pentru începutul anului 2010. Primul extras pe single al albumului, „Fight for This Love”, a avut premiera în septembrie 2009, lansarea propriu-zisă materializându-se o lună mai târziu. Cântecul a devenit un succes major pe teritoriul Regatului Unit, unde s-a comercializat în peste 292.000 de exemplare în prima săptămână de disponibilitate, 134.000 de copii fiind vândute doar în primele douăzeci și patru de ore. Albumul de provenință, 3 Words, a debutat în clasamente la scurt timp, ocupând prima poziție în ierarhia UK Singles Chart timp de paisprezece zile. „Fight for This Love” a devenit cel de-al patrulea cel mai popular cântec al anului în țara de origine a solistei, el fiind afișat și în lista celor mai bine vândute discuri single ale deceniului. Acesta a fost succedat de „3 Words”, care a câștigat poziția cu numărul 4 în UK Singles Chart și a beneficiat de o serie de recenzii pozitive. Al treilea extras pe single, „Parachute”, a fost apreciat pentru „percuțiile militare” și interpretat în cadrul emisiunii speciale Cheryl Cole's Night In, difuzate de ITV pe data de 12 decembrie 2009.
La începutul anului 2010, solista a dat startul unei campanii de promovare în Europa Continentală, unde au fost lansate înregistrările  „Fight for This Love” și „3 Words”. Primul dintre acestea, a fost comercializat în cea mai mare parte a acestui teritoriu, în timp ce „3 Words” a activat în Italia. De asemenea, albumul de proveniență va fi lansat în diverse teritorii din America de Sud, Europa sau Oceania. O serie de interpreți internaționali și-au manifestat suportul față de artistă, ei oferindu-se să o ajute în încercarea sa de a intra pe piața muzicală americană.

## Stilul muzical
Ca parte a grupului muzical Girls Aloud, interpreta a înregistrat preponderent cântece pop, formația fiind recunoscută drept unul dintre cele mai importante grupuri muzicale din britanice. O serie de șlagăre Girls Aloud includ și elemente specifice stilului electronica sau particularități ale muzicii rock, acestea fiind remarcate pe compoziții precum „Sound of the Undeground” sau „Biology”. Cel mai aclamat material al formației, Tangled Up, încorporează atât stilurile specifice muzicii electronice, însă apelează și la influențele muzicii disco.
Cântecele înregistrate pentru albumul de debut în cariera independentă, 3 Words, sunt compoziții specifice muzicii dance, incluzând totuși elemente specifice pop. Primul disc single al albumului, șlagărul „Fight for This Love”, a fost descris ca o combinație de pop și R&B, în timp ce piesa care oferă titlul materialului, „3 Words”, a fost inspirată din pasiunea lui Cole pentru muzica dance.

## Viață personală
În ianuarie 2003 interpreta a fost implicată într-o altercație cu angajata unui club britanic, Sophie Amogbokpa. În timpul evenimentului artista a făcut o serie de remarci rasiste la adresa lui Amogbokpa, făcând uz și de un limbaj cu conținut vulgar. Ulterior, Tweedy a fost trimisă în judecată și condamnată să realizeze servicii în folosul comunității timp de o sută douăzeci de ore și să îi plătească victimei suma de 500 de lire sterline. În timpul unui interviu artista a catalogat incidentul drept regretabil, declarând că singurul lucru pe care l-a făcut a fost să se apere, negând totodată faptul că i-ar fi adresat lui Amogbokpa remarci rasiste.
În anul 2004 interpreta a început o relație cu fotbalistul englez Ashley Cole. Cei doi s-au logodit nouă luni mai târziu, iar oficializarea relației s-a materializat pe data de 15 iulie 2006. La aproximativ doi ani și jumătate distanță, în ianuarie 2008 tabloidele din Regatul Unit au înaintat informații conform cărora sportivul ar fi înșelat-o pe componenta Girls Aloud cu o coafeză pe nume Aimee Walton. Ulterior, modelul Brooke Healy a declarat că a întreținut relații de natură sexuală cu fotbalistul în luna decembrie a anului 2006. În urma informaților furnizate de presă, formația Girls Aloud a amânat campania de promovare pentru discul single „Can't Speak French”, iar artista a încetat să mai poarte verigheta. Deși se anunțase faptul că Cheryl contactase un avocat în vederea separării, cei doi și-au continuat relația.

## Discografie
| Albume alături de Girls Aloud - Sound of the Underground (2003) - What Will the Neighbours Say? (2004) - Chemistry (2005) - The Sound of Girls Aloud (2006) - Tangled Up (2007) - Out of Control (2008) | Lansări în cariera independentă: Albume de studio - 3 Words (2009) - Messy Little Raindrops (2010) - A Million Lights (2012) Discuri single - „Heartbreaker” (2008) — (cu will.i.am) - „Fight for This Love” (2009) - „3 Words” (2009) — (cu will.i.am) - „Parachute” (2010) - „Promise This” (2010) - „The Flood” - „Call My Name” - „Under The Sun” |